# Baros

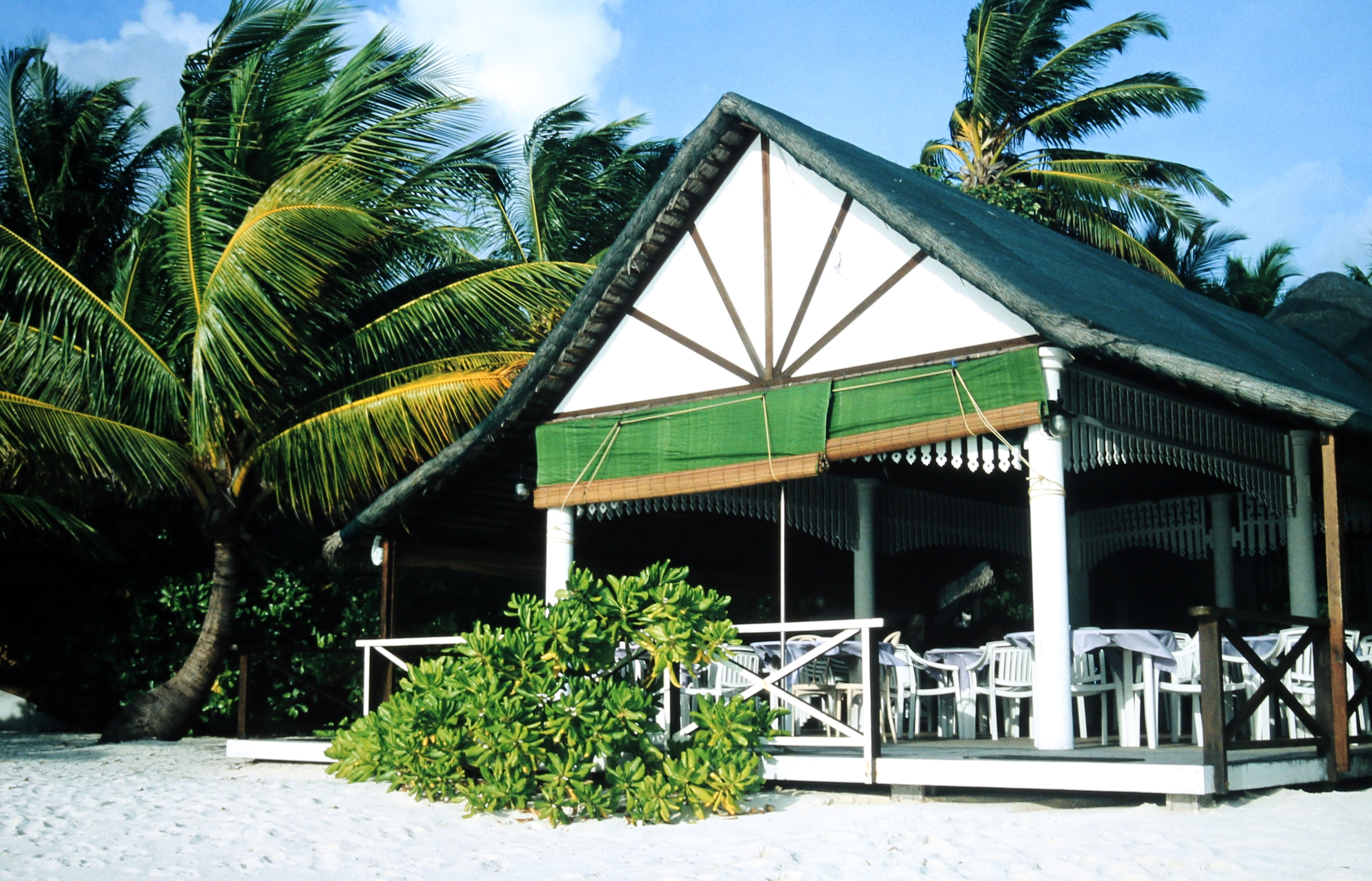
Plage de Baros

Baros est une petite île inhabitée des Maldives à proximité de la capitale Malé. Elle constitue une des îles-hôtel des Maldives en accueillant le Baros Maldives Hotel.

## Géographie
Baros est située dans le centre des Maldives, dans le Nord-Ouest de l'atoll Malé Nord, dans la subdivision de Kaafu